# Auguste Saubat
Auguste Saubat est un homme politique français né le 4 mai 1795 à Toulouse (Haute-Garonne) et mort le 2 mars 1844 à Paris.

## Biographie
Propriétaire, opposant à la Restauration, il est député de la Haute-Garonne de 1831 à 1844, siégeant à gauche.

## Sources
- « Auguste Saubat », dans Adolphe Robert et Gaston Cougny, Dictionnaire des parlementaires français, Edgar Bourloton, 1889-1891 [détail de l’édition]